# اسون اولسون (بازیکن فوتبال، زاده ۱۸۸۹)
اسون اولسون (سوئدی: Sven Olsson; ۳ اکتبر ۱۸۸۹ – ۱۹ مهٔ ۱۹۱۹) بازیکن فوتبال اهل سوئد بود.